# Uzan Malek
Uzan Malek (perski: اوزان ملك) – wieś w Iranie, w ostanie Azerbejdżan Zachodni. W 2006 roku miejscowość liczyła 475 mieszkańców w 123 rodzinach.